# Колонія-Телмачу
Колонія-Телмачу (рум. Colonia Tălmaciu) — село у повіті Сібіу в Румунії. Адміністративно підпорядковане місту Телмачу.
Село розташоване на відстані 200 км на північний захід від Бухареста, 13 км на південний схід від Сібіу, 131 км на південний схід від Клуж-Напоки, 105 км на захід від Брашова.

## Населення
За даними перепису населення 2002 року у селі проживали 308 осіб.
Національний склад населення села:
| Національність | Кількість осіб | Відсоток |
| -------------- | -------------- | -------- |
| румуни         | 301            | 97,7%    |
| угорці         | 5              | 1,6%     |

Рідною мовою назвали:
| Мова      | Кількість осіб | Відсоток |
| --------- | -------------- | -------- |
| румунська | 302            | 98,1%    |
| угорська  | 5              | 1,6%     |